# Quimper
Quimper (bretonsko Kemper) je mesto in občina v severozahodni francoski regiji Bretanji, prefektura departmaja Finistère. Leta 2008 je mesto imelo 63.929 prebivalcev.

## Geografija
Mesto leži v pokrajini Cornouaille na sotočju rek Jet, Odet in Steir, od tod tudi njegovo ime, Kemper ("sotočje").

## Uprava
Mesto je leta 1960 posrkalo vase tri sosednje občine: Ergué-Armel, Kerfeunteun in Penhars. Quimper je sedež treh kantonov:
- Kanton Quimper-1 (del občine Quimper: 24.712 prebivalcev),
- Kanton Quimper-2 (del občine Quimper, občina Ergué-Gabéric: 27.755 prebivalcev),
- Kanton Quimper-3 (del občine Quimper, občini Plomelin, Pluguffan: 24.789 prebivalcev).

Mesto je prav tako sedež okrožja, v katerega so poleg njegovih vključeni še kantoni Arzano, Bannalec, Briec, Concarneau, Douarnenez, Fouesnant, Guilvinec, Plogastel-Saint-Germain, Pont-Aven, Pont-Croix, Pont-l'Abbé, Quimperlé, Rosporden in Scaër z 296.012 prebivalci.

## Zgodovina
Quimper je bil prvotno naseljen v rimskem času (Corspotium, kasnejša Civitas Aquilonia). Leta 495 je postal sedež škofije in postopoma glavno mesto grofov Cornouailles V 11. stoletju se je združil z Bretanskim vojvodstvom. V času državljanske vojne v 14. stoletju je mesto utrpelo znatne poškodbe. Leta 1364 je vojvodstvo prešlo v roke hiši Montfort (pred tem  pri Dreux in Blois).

## Zanimivosti
Quimper je na seznamu francoskih umetnostno-zgodovinskih mest.
- gotska katedrala sv. Korentina, prvega škofa Quimperja, z začetkom gradnje v letu 1239,
- neogotska cerkev sv. Mateja iz 19. stoletja,
- muzej lepih umetnosti,
- pokrajinski etnološko-zgodovinski muzej,
- muzej Quimperške fajanse; lončenina se je izdelovala po načrtih Jean-Baptiste Bousqueta in močnim vplivom bretonske tradicije, z začetkom v letu 1690,
- Gledališče Max Jacob.

## Osebnosti
- Rene Laenneg (1781-1826), bretonski zdravnik, iznajditelj stetoskopa,
- Pierre-Alexis Ronarc'h (1865-1940), admiral.

## Pobratena mesta
- Foggia (Apulija, Italija),
- Lavrio (Atika, Grčija),
- Limerick (Irska),
- Orense (Galicija, Španija),
- Remscheid (Severno Porenje - Vestfalija, Nemčija),
- Santamaria-Orléa (Transilvanija, Romunija),
- Yantai (Shandong, Kitajska).